# Malaria (film 1919)
Malaria (o Malaria. Urlaub vom Tode) è un film muto del 1919 diretto da Rochus Gliese, uno dei più noti scenografi del cinema tedesco dell'epoca che qui, infatti, firma anche le scenografie.

## Produzione
Il film fu prodotto dalla Flora-Film.

## Distribuzione
Uscì nelle sale cinematografiche tedesche dopo essere stato presentato a Berlino nel settembre 1919.